# 구로몬 시장

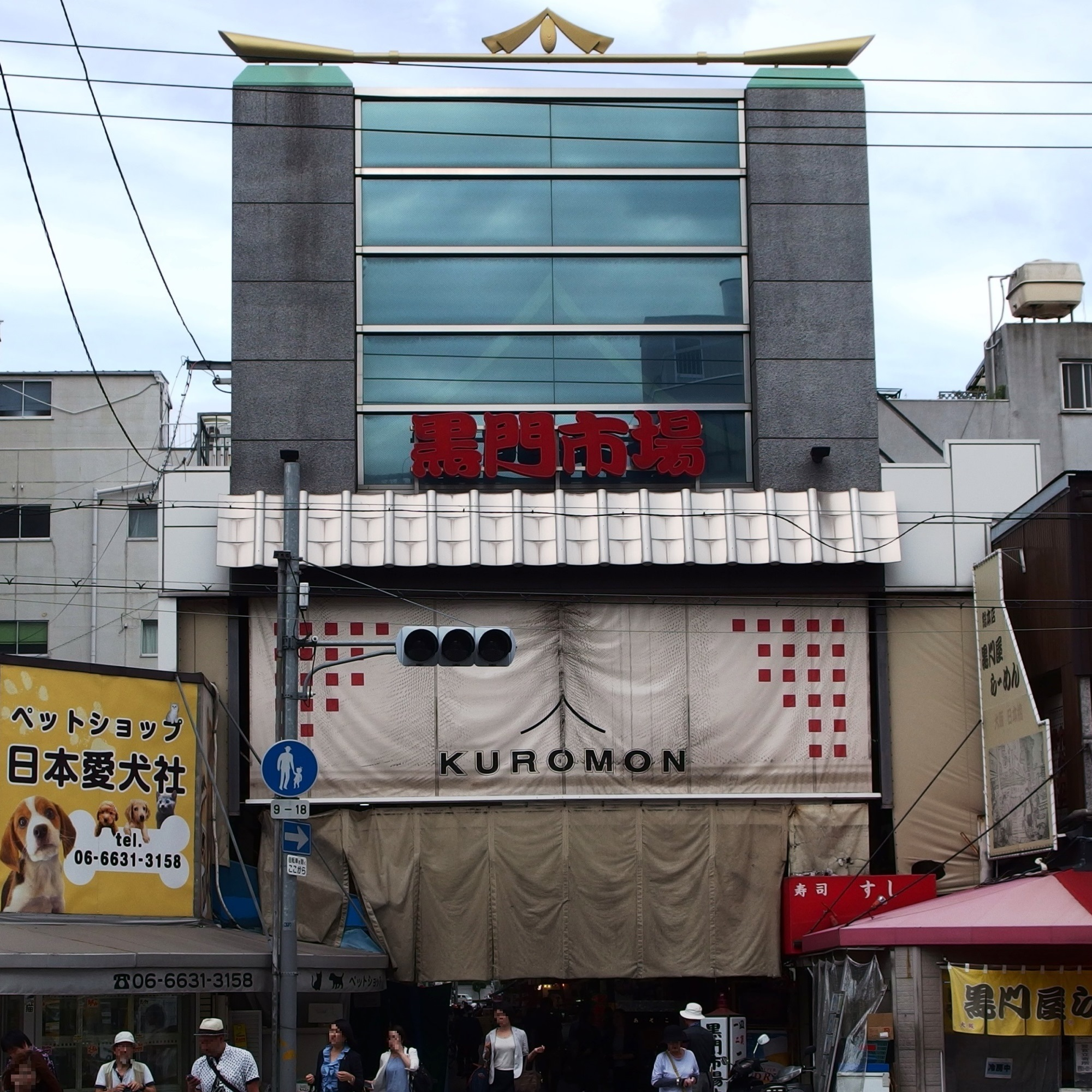
구로몬 시장 전경.

구로몬 시장(일본어: 黒門市場 구로몬이치바[*])은 일본 오사카부 오사카시 주오구 닛폰바시에 있는 시장 및 상점가이다. 재래시장의 특이한 점을 보면 한국식 음식들을 많이 진열되는 형태로 판매되고 있는 특이 사항을 두고 있다. 한국으로 치면 부산광역시의 국제시장과 비슷한 풍습을 가지고 있다.

## 역사

### 엔묘지 시장
에도시대에 구로몬 시장의 서쪽에는 엔묘지(圓明寺)라는 이름의 절이있었다. 절의 문은 검은색으로 칠해져있었다. 19세기 초, 닌코 천황 시절(연호 : 분세이, 1818년 ~ 1831년) 절의 문 앞에서 상인들이 생선을 판매하기 시작한 것이 시장의 기원이다. 때문에 엔묘지의 이름을 따서 엔묘지 시장이라는 이름이 붙었다.

## 사진

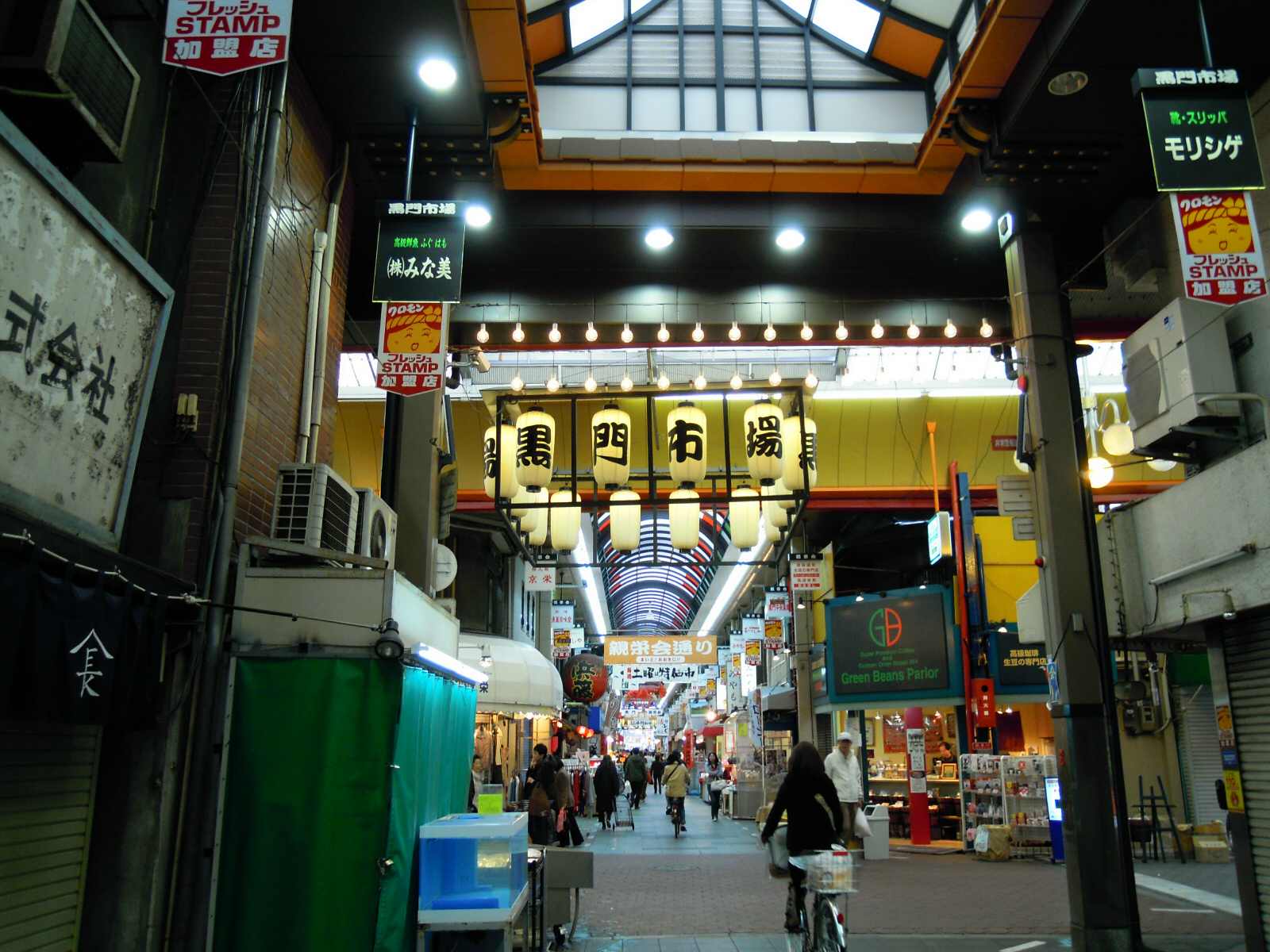
구로몬 시장 아케이드 상가
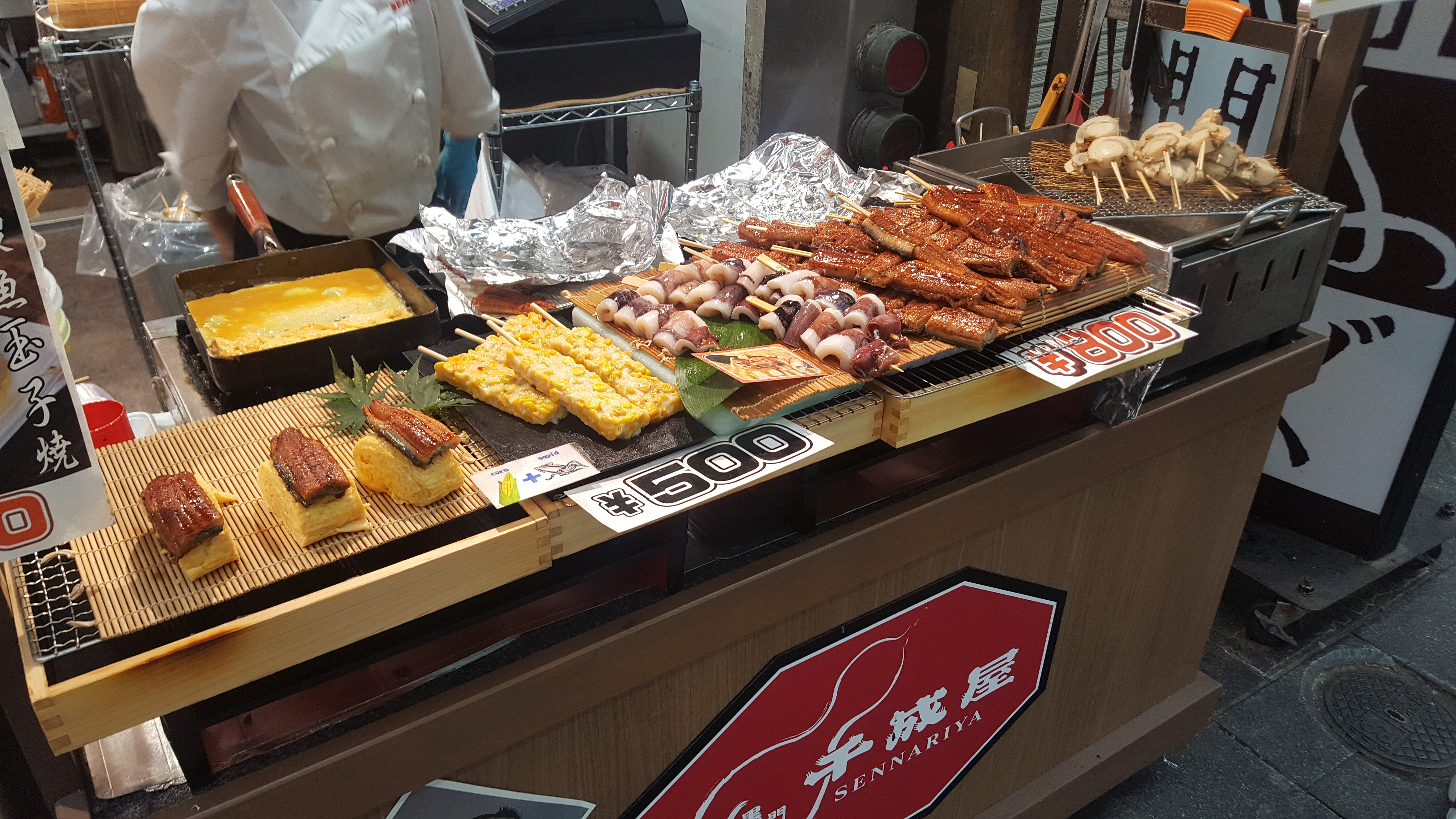
진열된 해산물